# 达木斯乡
达木斯乡，是中华人民共和国新疆维吾尔自治区喀什地区莎车县下辖的一个乡镇级行政单位。

## 行政区划
达木斯乡下辖以下地区：
依其拜勒提村、克孜勒克尔村、达木斯村、英巴格村、坎迪尔力克村、托库孜阿特村、炮江村和塔什纳村。